# Suhodol Budački
Suhodol Budački is een plaats in de gemeente Krnjak in de Kroatische provincie Karlovac. De plaats telt 10 inwoners (2001).